# Zivert

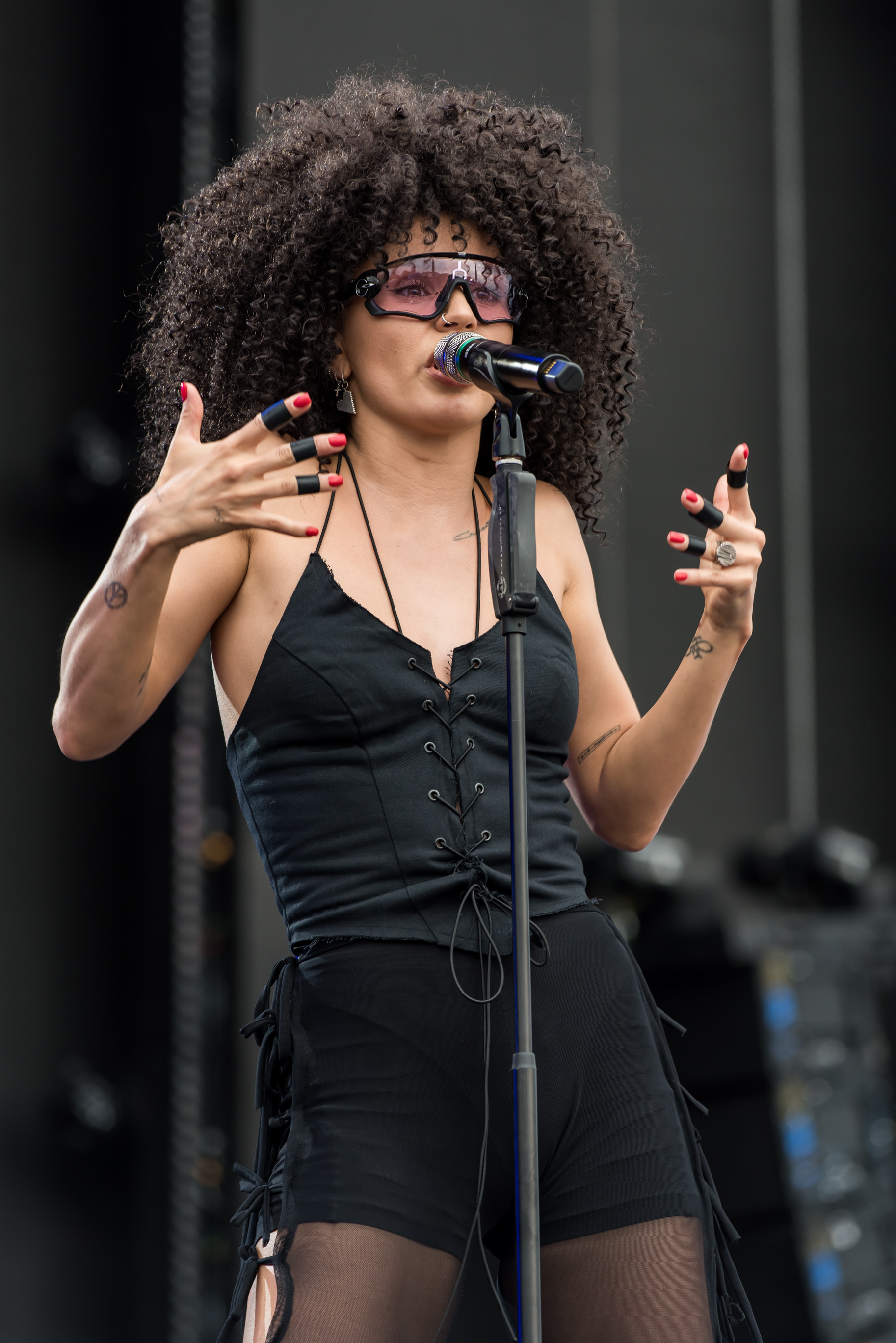
Zivert při vystoupení a VK Fest 2022

Zivert (celým jménem Julija Dmitrijevna Zivert, rusky Ю́лия Дми́триевна Зи́верт, * 28. listopadu 1990 Moskva) je ruská zpěvačka, která na sebe upozornila v roce 2017 písněmi „Čak“ (Чак) a „Anestězija“ (Анестезия). Do hlubšího povědomí publika se zapsala písní „Life“.

## Životopis
Po vystudovaní nastoupila kariéru letušky. Výběr této profese nepřímo ovlivnili její rodiče, kteří ji v dětství hodně často brávali na služební cesty, výlety, při kterých se cestovalo letadly a Julia k nim získala vztah Podle vyjádření umělkyně časem ji práce přestala přinášet radost, trpěla pocity osamělosti a odtržení od přátel a rodiny, a potřebovala nový impuls ve svém životě.
Debutovou píseň Čak (Чак) představila na svém youtubovém kanále 1. dubna 2017 a 14. června téhož roku vyšel i videoklip.. Její druhá píseň vyšla 15 září 2017 V roce 2017 také podepsala smlouvu s nakladatelstvím Первое музыкальное (První hudební) a 6. dubna vydala první mini album Сияй (Sni).
První debutové album Zivert vyšlo 27. září 2019 pod názvem Vinyl #1
V září 2020 se stala se posunula do čela hudebního žebříčku portálu Jandex muzyki (Яндекс. Музыки).

## Diskografie

### Studiová alba
| Název    | Překlad | Detail                                                                      | Odkaz |
| -------- | ------- | --------------------------------------------------------------------------- | ----- |
| Vinyl #1 |         | - Vydání: 7. září 2019 - Vydavatelství: - Format: digitální distribuce, CD  | odkaz |
| Vinyl #2 |         | - Vydání: 8. října 2021 - Vydavatelství: - Formát: digitální distribuce, CD | odkaz |

### Mini alba
| Rok  | Název | Překlad | Odkaz |
| ---- | ----- | ------- | ----- |
| 2018 | Сияй  | Sni     | odkaz |
| 2022 | zima  | zima    | odkaz |

### Mini-alba remixu (opakující se píseň v různém provedení)
| Rok  | Název                            | Fonetický přepis                  | Překlad | Odkaz |
| ---- | -------------------------------- | --------------------------------- | ------- | ----- |
| 2019 | Life (Remix Collection)          | Laif (Remix ko'lekšen)            |         | odkaz |
| 2019 | Зелёные волны (Remix Collection) | Zeljonyje bolny (Remix ko'lekšen) |         | odkaz |
| 2019 | Шарик (Remix Collection)         | Šarik (Remix ko'lekšen)           |         | odkaz |
| 2019 | Beverly Hills (Remix Collection) | Beverly Hills (Remix ko'lekšen)   |         | odkaz |

### Samostatné písně od roku 2019
| Rok  | Název                                                      | Fonetický přepis | Překlad                        | odkaz | Rok  | Název                                     | Fonetický přepis | Překlad       | Odkaz |
| ---- | ---------------------------------------------------------- | ---------------- | ------------------------------ | ----- | ---- | ----------------------------------------- | ---------------- | ------------- | ----- |
| 2017 | Чак                                                        | Čak              |                                | odkaz | 2021 | Bestseller (společně s Максом Барских)    | best'sele        | Úspěšná kniha | odkaz |
| 2017 | Анестезия                                                  | Anestezija       |                                | odkaz | 2021 | Рокки                                     | Rokki            |               | odkaz |
| 2017 | Анестезия (Slider & Magnit Remix)                          | Anestezija       |                                | odkaz | 2021 | DEL MAR                                   |                  |               | odkaz |
| 2018 | ‎Ещё хочу (Black Station Remix)                             | Ješčjo choču     | Chci víc (Remix černé stanice) | odkaz | 2021 | Тeбе                                      | Těbe             | Tebe          | odkaz |
| 2018 | Зелёные волны (DJ Amor Remix)                              | Zeljonyje volny  | Zelené vlny                    | odkaz | 2021 | Это была любовь (Společně s Dima Bilanom) | Eto byla ljubov  | Byla to láska | odkaz |
| 2018 | Life                                                       | Laif             | Život                          | odkaz | 2021 | CRY                                       | KRAI             | Brečet        | odkaz |
| 2018 | Life (Lavrushkin & Mephisto Remix)                         | Laif             | Život                          | odkaz | 2022 | Astalavistalove                           |                  |               | odkaz |
| 2018 | Можно всё                                                  | Možno vsjo       | Můžu to udělat                 | odkaz | 2022 | Выдыхай (společně s Три дня дождя)        |                  |               | odkaz |
| 2018 | Life (Black Station Remix)                                 | Laif             | Život (Remix čené stanice)     | odkaz | 2022 | После меня (maxi vydání)                  | Posle menja      | Až po mě      | odkaz |
| 2019 | Шарик                                                      | Šarik            | Balón                          | odkaz | 2022 | Wake Up!                                  | Weik Ap!         | Vzbudit se    | odkaz |
| 2019 | Паруса (společně s Мотом)                                  | Parusa           | Plachty                        | odkaz | 2022 |                                           |                  |               |       |
| 2019 | Crazy                                                      | Kreizi           | Šílená                         | odkaz | 2022 |                                           |                  |               |       |
| 2019 | Паруса (společně s Мотом) (Alex Shik & Slaving Radio Edit) | Parusa           | Plachty                        | odkaz |      |                                           |                  |               |       |
| 2019 | Beverly Hills                                              | Bevrly Hills     |                                | odkaz |      |                                           |                  |               |       |
| 2019 | Credo                                                      | Kri:deu          | Krédo                          | odkaz |      |                                           |                  |               |       |
| 2020 | ЯТЛ                                                        | JATL             |                                | odkaz |      |                                           |                  |               |       |
| 2020 | Fly 2 (společně s Niletto)                                 | Flai 2           | Létat 2                        | odkaz |      |                                           |                  |               |       |
| 2020 | неболей (společně s Бастой)                                | Něbolej          | Obloha prší                    | odkaz |      |                                           |                  |               |       |
| 2020 | Многоточия                                                 | Mnogotočija      | Tečky                          | odkaz |      |                                           |                  |               |       |

## Videoklipy
| Rok  | Název                                     | Fonetický přepis | Překlad       | Odkaz |
| ---- | ----------------------------------------- | ---------------- | ------------- | ----- |
| 2017 | Чак                                       | Čak              |               | odkaz |
| 2017 | Анестезия                                 | Anestezija       |               | odkaz |
| 2018 | Ещё хочу                                  | Ješčjo choču     | Chci víc      | odkaz |
| 2018 | Зелёные волны                             | Zeljonyje volny  | Zelené vlny   | odkaz |
| 2019 | Life                                      | Laif             | Život         | odkaz |
| 2019 | Паруса (hostující Мот)                    | Parusa           | Plachty       | odkaz |
| 2019 | Beverly Hills                             |                  |               | odkaz |
| 2020 | Credo                                     | Kri:deu          | Krédo         | odkaz |
| 2020 | ЯТЛ                                       | JATL             |               | odkaz |
| 2020 | Fly 2 (feat. Niletto                      | Flai 2           | Létat 2       | odkaz |
| 2020 | неболей (hostující Баста)                 | Něbolej          | Obloha prší   | odkaz |
| 2020 | Многоточия                                | Mnogotočija      |               | odkaz |
| 2021 | Bestseller (hostující s Максом Барских)   | best'sele        | Úspěšná kniha | odkaz |
| 2021 | Это была любовь (Společně s Dima Bilanom) | Eto byla ljubov  | Byla to láska | odkaz |
| 2021 | CRY                                       | KRAI             | PLAKAT        | odkaz |
| 2022 | Wake Up!                                  | Weik Ap!         | Vzbudit se    | odkaz |

## Ceny a nominace
| Rok  | Ceny                                                                             | Nominace                         | Kategoria                   | výsledek  | Poz.        |
| ---- | -------------------------------------------------------------------------------- | -------------------------------- | --------------------------- | --------- | ----------- |
| 2019 | Ceny МУЗ-ТВ                                                                      | Zivert                           | Nejlepší album              | nominace  | [ 7 ]       |
| 2019 | Ceny МУЗ-ТВ                                                                      | Zivert                           | Průlom roku                 | vítězství | [ 7 ]       |
| 2019 | Ceny RU.TV                                                                       | Zivert                           | Velký start                 | vítězství | [ 8 ] [ 9 ] |
| 2019 | Ceny RU.TV                                                                       | Zivert                           | Výběr časopisu Cosmopolitan | vítězství | [ 8 ] [ 9 ] |
| 2019 | Больше чем звёзды (Víc než hvězdy)                                               | Filip Kirkorov a Zivert          | Duety                       | vítězství | [ 10 ]      |
| 2019 | Больше чем звёзды (Víc než hvězdy)                                               | Zivert                           | Nové tváře. Hudby           | nominace  | [ 10 ]      |
| 2019 | Российская национальная музыкальная премия Виктория (Ruská národní hudební cena) | Life (Život                      | Nejlepší pop-zpěvačka       | vítězství | [ 11 ]      |
| 2019 | Российская национальная музыкальная премия Виктория (Ruská národní hudební cena) | Zivert                           | Objev roku                  | vítězství | [ 11 ]      |
| 2019 | Российская национальная музыкальная премия Виктория (Ruská národní hudební cena) | Life (Život)                     | Píseň roku                  | vítězství | [ 11 ]      |
| 2019 | Российская национальная музыкальная премия Виктория (Ruská národní hudební cena) | Beverly Hills                    | Taneční hit roku            | nominace  | [ 11 ]      |
| 2020 | Zlatý gramofon                                                                   | Credo (Krédo)                    | -                           | vítězství |             |
| 2021 | Top Hit hudební ocenění                                                          | Zivert                           | Nejlepší sólový interpret   | vítězství | [ 12 ]      |
| 2021 | Ceny RU.TV                                                                       | Max Barcich a Zivert: Bestseller | Nejlepší duet               | nominace  | [ 13 ]      |
| 2021 | Ceny RU.TV                                                                       | Zivert                           | Nejlepší zpěvačka           | vítězství | [ 13 ]      |
| 2021 | Ceny МУЗ-ТВ                                                                      | Zivert: «Credo»                  | Nejlepší píseň              | nominace  | [ 14 ]      |
| 2021 | Ceny МУЗ-ТВ                                                                      | Zivert: Beverly Hills            | Nejlepší video              | nominace  | [ 14 ]      |
| 2021 | Ceny МУЗ-ТВ                                                                      | Zivert: Beverly Hills            | Nejlepší ženské video       | nominace  | [ 14 ]      |
| 2021 | Ceny МУЗ-ТВ                                                                      | Баста & Zivert: неболей          | Nejlepší spolupráce         | nominace  | [ 14 ]      |
| 2021 | Ceny МУЗ-ТВ                                                                      | Zivert: album Vinyl #1           | Nejlepší album              | nominace  | [ 14 ]      |
| 2021 | Ceny МУЗ-ТВ                                                                      | Zivert                           | Nejlepší umělkyně           | vítězství | [ 14 ]      |
| 2021 | Российская национальная музыкальная премия Виктория (Ruská národní hudební cena) | Zivert: Рокки                    | Taneční hit roku            | vítězství | [ 15 ]      |
| 2021 | Российская национальная музыкальная премия Виктория (Ruská národní hudební cena) | Zivert: Многоточия               | Nejlepší popová umělkyně    | nominace  | [ 15 ]      |
| 2021 | Российская национальная музыкальная премия Виктория (Ruská národní hudební cena) | Zivert: Многоточия               | Nejlepší hudební video      | nominace  | [ 15 ]      |